# Sabah Museum
Das Sabah Museum (mal. Muzium Sabah) ist das Museum des Bundesstaats Sabah in Malaysia. Es liegt auf einem 17 Hektar großen Gelände auf dem in der Stadt Kota Kinabalu gelegenen Hügel Bukit Istana Lama. Der Museumskomplex beherbergt nicht nur das eigentliche Museum, sondern auch einen ethnobotanischen Garten, einen Zoo und ein Freilichtmuseum.
Die Abteilungen umfassen die Themen Islamische Zivilisation, Archäologie und Geschichte, Naturgeschichte, und Keramik- und Messinggegenstände. Das Ziel des Museums ist die Sammlung, Erhaltung, Konservierung und Dokumentation von ethnographischen, archäologischen, geschichtlichen, numismatischen, kunsthistorischen, botanischen, zoologischen und mineralogischen Sammlungen aus Sabah und der Durchführung von Forschungsarbeiten zu wichtigen und interessanten Themen aus der Geschichte, der Kultur und der Sozial- und Naturgeschichte von Sabah.

## Geschichte
Das Museum wurde am 15. Juli 1965 auf Betreiben der Sabah Society in einem Warenhaus in der Gaya Street, Kota Kinabalu eröffnet und steht damit in der Nachfolge des vorherigen British North Borneo Museum in Sandakan. Die dem Bundesstaat Sabah testamentarisch vermachte Sammlung von George Cathcart Woolley, bestehend aus Photographien, Tagebüchern und zahlreichen Utensilien, bildete den Grundstock des Museums. Der erste Kurator des Museums war E.J. Berwick. 1981 kam es unter die Aufsicht des Ministeriums für Gemeinschaftseinrichtungen und ab 1982 war das Ministerium für Kultur, Jugend und Sport zuständig.
Im Jahr 1984 zog es an seinen heutigen Platz – dem ehemaligen Standort des Regierungssitzes und danach Standort des Dewan Undangan Negeri Sabah – um. Die Eröffnungszeremonie am 11. April 1984 fand in Anwesenheit des Yang di-Pertuan Agong statt.
Die bis 2012 in den Räumen des Museums residierende "Sabah Art Gallery" zog Anfang 2013 in ein eigenes Gebäude in der Nähe der Jalan Penampang im Stadtteil Luyang um.

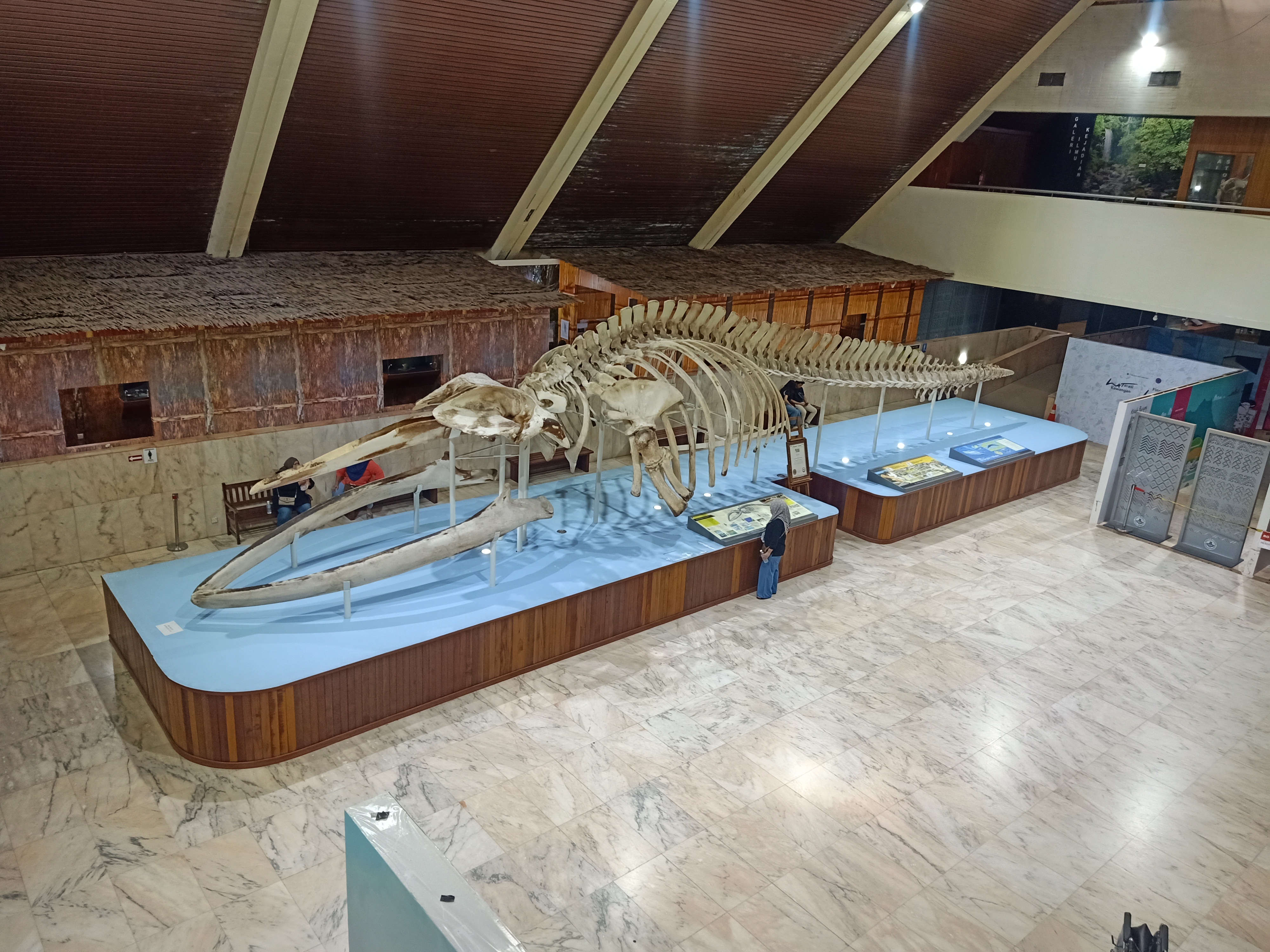
Skelett eines Wals

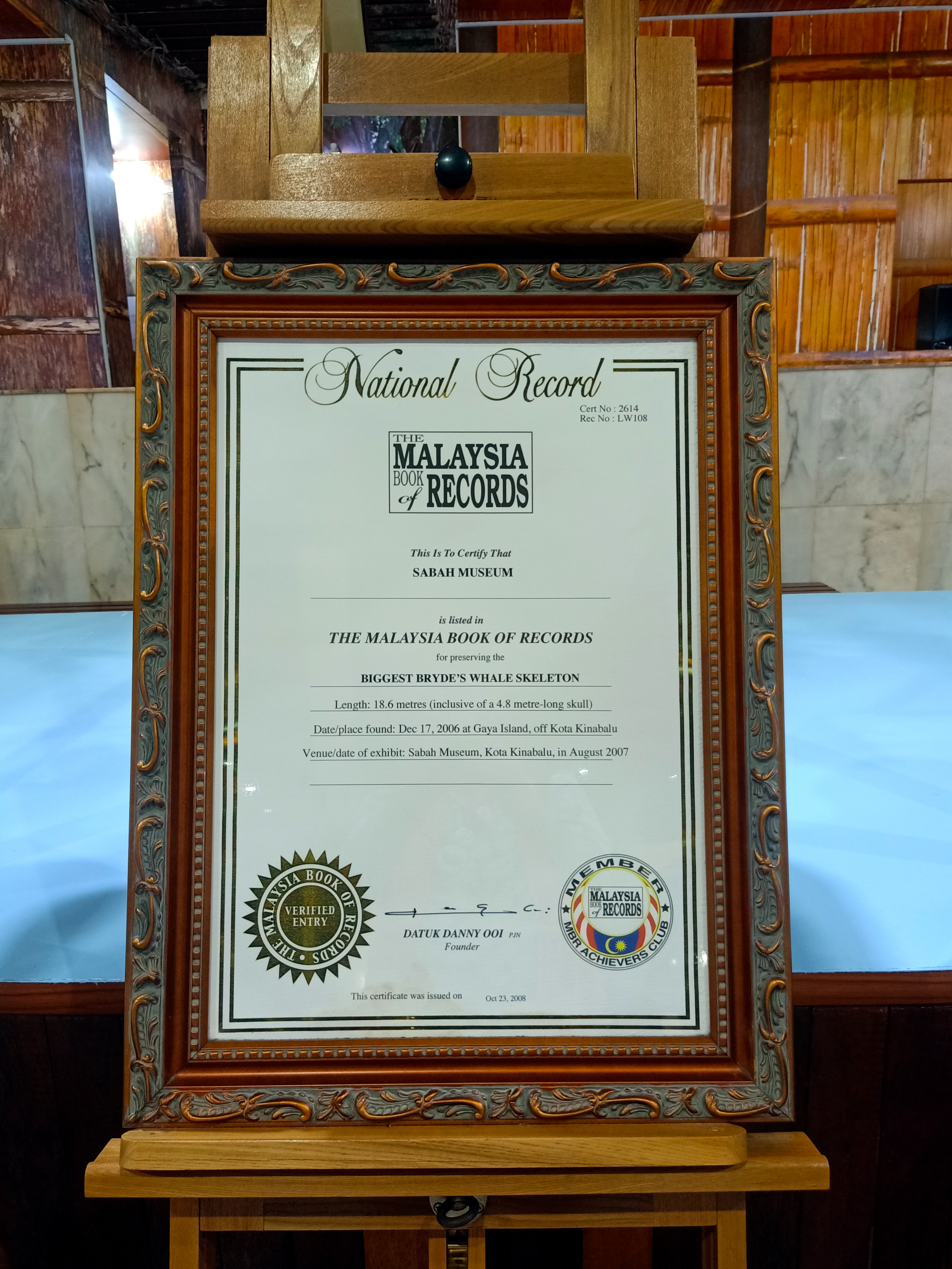
Das größte in Malaysia ausgestellte Walskelett laut The Malaysia Book of Records

## Außenstellen
Zum Museum gehören verschiedene Außenstellen an der West- und Ostküste Sabahs sowie im Landesinneren:
- Pogunon Community Museum, Penampang[5]
- Sandakan Heritage Museum, Sandakan[6]
- Agnes Keith House, Sandakan[7]
- Museum Agop Batu Tulug, Kinabatangan[8]
- Archäologische Stätte Bukit Tengkorak, Semporna[9]
- Keningau Heritage Museum[10]
- Lumuyu Rock Carving[11]
- Mat Salleh Memorial[12]
- Murut Cultural Museum[13]
- Tenom Gallery[14]
- Tun Sakaran Museum, Semporna